# Mike Dunlap
Mike Dunlap (ur. 27 maja 1957 w Fairbanks) – amerykański trener koszykarski.
Dunlap został zatrudniony przez Michaela Jordana na stanowisku pierwszego szkoleniowca, zmieniając na nim Paula Silasa.
Wcześniej pracował jako tymczasowy trener, a także asystent na uniwersytecie St. John's. Był także asystentem George'a Karla w Denver Nuggets w latach 2006-2008.
Dunlap został zwolniony z funkcji trenera zespołu koszykarzy Charlotte Bobcats, z powodu zbyt słabych wyników.
17 listopada 2020 został asystentem trenera Milwaukee Bucks.

## Osiągnięcia trenerskie
Trener główny
- Mistrz:
  - NCAA (2000, 2002)
  - turnieju konferencji Rocky Mountain Athletic (1999, 2000, 2001, 2003, 2004, 2005)
  - sezonu regularnego konferencji Rocky Mountain Athletic (1998, 2000, 2004, 2005)
- Wicemistrz NCAA (1999)
- Uczestnik rozgrywek:
  - NCAA Final Four (1999, 2000, 2002, 2004)
  - Elite 8 turnieju NCAA (1999, 2000, 2002, 2004, 2005)
  - Sweet 16 turnieju NCAA (1998, 1999, 2000, 2002, 2003, 2004, 2005)
  - turnieju NCAA (1998, 1999, 2000, 2001, 2002, 2003, 2004, 2005, 2006)

Asystent
- Mistrzostwo NBA (2021)
- Uczestnik rozgrywek:
  - Sweet 16 turnieju NCAA (2009)
  - turnieju NCAA (1986, 2011)